# 新中华报
《新中华报》是中国共产党主持发行，先后定位为多个党政机构机关报的一份报纸。1931年创刊，1941年终刊。
1931年12月11日在江西瑞金创刊时，报名为《红色中华》，是当时苏维埃临时中央政府机关报。发刊词所称办报宗旨为：“发挥中央政府对于中国苏维埃运动的积极领导作用，达到建立巩固而广大的苏维埃根据地，创造大规模的红军，组织大规模的革命战争，以推翻帝国主义国民党的统治，使革命在一省或几省首先胜利，以达到全国的胜利。”后报社与红色中华通讯社合并为同一机构。1932年2月4日起，《红色中华》改为中国共产党苏区中央局、中国共产主义青年团苏区中央局、中华苏维埃中央政府、全总苏区执行局合办的中央机关报。
由于中共临时中央于1933年1月从上海迁至瑞金。故自1933年2月7日第50期起，《红色中华》成为中国共产党、中央工农民主政府、中华全国总工会和中国共产主义青年团合办的中央机关报。6月17日第83期起，定为中华苏维埃共和国临时中央政府机关报。1934年2月16日第150期起，定为中华苏维埃共和国中央政府机关报。1934年10月，中央红军离开江西苏区，开始长征。在留守苏区的瞿秋白的主持下，出版若干期后至1935年1月停刊。中央红军抵达陕北后，《红色中华》于1935年11月25日在瓦窑堡复刊，是为第240期。
1937年1月29日第325期时，报纸更名为《新中华报》，期号延续。同时，红色中华通讯社更名为新华通讯社。9月6日，陕甘宁边区政府成立，取代中华苏维埃共和国最后一个机构——西北办事处。9月9日第390期《新中华报》定为陕甘宁边区政府机关报。出版至第474期。1937年2月7日，《新中华报》改为中共中央机关报，期号重编。自此，共出版230期。在国共摩擦加剧的背景下，1938年12月25日暂时休刊。报社时任社长为向仲华。1939年2月5日，《新中华报》出版“刷新第一号”，亦在1939年初，《新中华报》与新华通讯社分离。原中共陕西省委《西北》周刊的负责人李初梨调任报社主编，与向仲华一同负责报社工作。1940年6月26日，中央党报委员会扩大会议确定《新中华报》为中共中央、陕甘宁边区党委和陕甘宁边区政府的机关报。后曹若茗担任主编。郁文、王辑、张映吾、叶澜、于敏、刘力夫、吴一摼等为该报编写人员。
1941年5月15日，《新中华报》第230期第1版刊出《新中华报、今日新闻停刊及解放日报发刊启事》：“为着更多的反映国内外之一切消息及传达我党中央一切政治主张，满足全国同胞及读者诸君之要求起见，中共中央决定将新中华报及今日新闻合并，改出中共中央机关日报。5月16日，《解放日报》创刊。

## 备注
1. ↑  王咏梅文章[3]作1941年6月26日，从上下文推断，应是1940年。